# Катастрофа Boeing 747 в Галифаксе
Катастрофа Boeing 747 в Галифаксе — авиационная катастрофа, произошедшая ночью в четверг  14 октября 2004 года. Грузовой самолёт Boeing 747-244BSF авиакомпании MK Airlines выполнял плановый рейс MKA1602 по маршруту Виндзор-Локс—Галифакс—Сарагоса, но через несколько секунд после вылета из Галифакса потерял высоту и рухнул на землю в 470 метрах от взлётной полосы аэропорта Галифакса. Погибли все находившиеся на его борту 7 членов экипажа.

## Самолёт
Boeing 747-244B (регистрационный номер 9G-MKJ, заводской 22170, серийный 486) был выпущен в 1980 году и 24 октября совершил первый полёт. 6 ноября того же года был передан авиакомпании South African Airways (SAA), в которой получил бортовой номер ZS-SAR и имя Waterberg; 3 декабря 1994 года был переделан из пассажирского в грузовой (Boeing 747-244BSF) и перешёл в South African Airways Cargo. От SAA с 11 ноября 1992 года по 3 декабря 1994 года сдавался в лизинг авиакомпании Garuda Indonesia (борт 3B-NAS). 20 марта 2000 года был куплен авиакомпанией MK Airlines. Оснащён четырьмя турбовентиляторными двигателями Pratt & Whitney JT9D-7Q. На день катастрофы совершил 16 368 циклов «взлёт-посадка» и налетал 80 619 часов.

## Экипаж
Состав экипажа рейса MKA1602 был таким:
- Командир воздушного судна (КВС) — Майкл М. Торникрофт (англ. Michael M. Thornycroft). Очень опытный пилот, управлял самолётом Douglas DC-8. Налетал свыше 23 200 часов, свыше 4000 из них на Boeing 747.
- Второй пилот — Гэри С. Кифа (англ. Gary S. Keogh). Опытный пилот, налетал 8537 часов.
- Бортинженер — Питер Ч. Лаундер (англ. Peter C. Launder). Налетал свыше 2000 часов.
- Сменный КВС — Дэвид Ф. Лэмб (англ. David F. Lamb). Опытный пилот, налетал свыше 6000 часов.
- Сменный бортинженер — Стивен М. Хупер (англ. Steven M. Hooper). Налетал 1991 час.
- Наземный инженер — Марио Зан (нем. Mario Zahn).
- Мастер по погрузке — Кристофер Дж. Страйдом (англ. Christopher G. Strydom).

Пятеро членов экипажа были гражданами Зимбабве, у остальных двух было двойное гражданство (Великобритания—ЮАР и Германия—ЮАР).

## Расследование
Расследование причин катастрофы рейса MKA1602 проводил Совет по безопасности транспорта Канады (TSBC).
Окончательный отчёт расследования был опубликован в апреле 2006 года.
Согласно отчёту, причиной катастрофы стали многочисленные ошибки экипажа — пилоты использовали неверную настройку скорости и тяги двигателей во время взлёта, и при подготовке к вылету рассчитали неверные взлётные данные (в частности неверный расчёт взлётной скорости, в результате повторного использования экипажем более лёгкого взлётного веса в 240 000 килограммов (530 000 фунтов), в отличие от перелёта из Уинсор-Локса в Галифакс, вместо правильного веса в 353 000 килограммов (778 000 фунтов)).
Также в отчёте следователи TSBC обвиняли компанию MK Airlines в серьезных несоответствиях лётному и служебному времени в отсутствие каких-либо правил в авиакомпании, регулирующих максимальные сроки службы для грузчиков и наземных инженеров, что приводило к увеличению вероятности ошибок, вызванных усталостью. Авиакомпания MK Airlines оспорила эти выводы, сославшись на то, что речевой самописец рейса 1602 был слишком сильно повреждён в результате катастрофы, чтобы дать какие-либо данные об усталости экипажа.